# Federico Pizarro (handball)
Pour les articles homonymes, voir Federico Pizarro.
Federico Pizarro, né le 7 septembre 1986 à Buenos Aires, est un joueur international argentin de handball. Évoluant au poste d'ailier droit, il est le meilleur buteur de l'histoire de l'équipe d'Argentine avec plus de 820 buts marqués. Son frère Ignacio est également handballeur international.

## Palmarès

### En équipe nationale
Jeux panaméricains
- Médaille d'argent aux Jeux panaméricains de 2007
- Médaille d'or aux Jeux panaméricains de 2011
- Médaille d'argent aux Jeux panaméricains de 2015
- Médaille d'or aux Jeux panaméricains de 2019
- Médaille d'or aux Jeux panaméricains de 2023

Championnat panaméricain
- Médaille de bronze au Championnat panaméricain 2016
- Médaille d'or au Championnat panaméricain 2018

Championnat d'Amérique du Sud et centrale
- Médaille d'or au Championnat d'Amérique du Sud et centrale 2020
- Médaille d'or au Championnat d'Amérique du Sud et centrale 2022
- Médaille d'or au Championnat d'Amérique du Sud et centrale 2024

Jeux olympiques.
- 10e place aux Jeux olympiques de 2012
- 10e place aux Jeux olympiques de 2016
- 12e place aux Jeux olympiques de 2021

Championnats du monde
- 18e place au Championnat du monde 2013
- 12e place au Championnat du monde 2015
- 18e place au Championnat du monde 2017
- 11e place au Championnat du monde 2021

### Distinctions individuelles
- élu meilleur handballeur de l'année en Argentine en 2016 et 2019